# Mimorista botydalis
Mimorista botydalis là một loài bướm đêm trong họ Crambidae.